# Amboy (Californië)
Amboy is een unincorporated community in het midden van San Bernardino County in de Mojavewoestijn in het zuiden van de Amerikaanse staat Californië. Het spookstadje heeft volgens de Los Angeles Times een geschatte bevolking van vier inwoners. De plaats ligt aan de historische Route 66 en was vroeger een belangrijke stop, totdat de Interstate 40 in 1973 werd geopend. Het bekende Roy's Motel and Café staat in Amboy.

## Geschiedenis

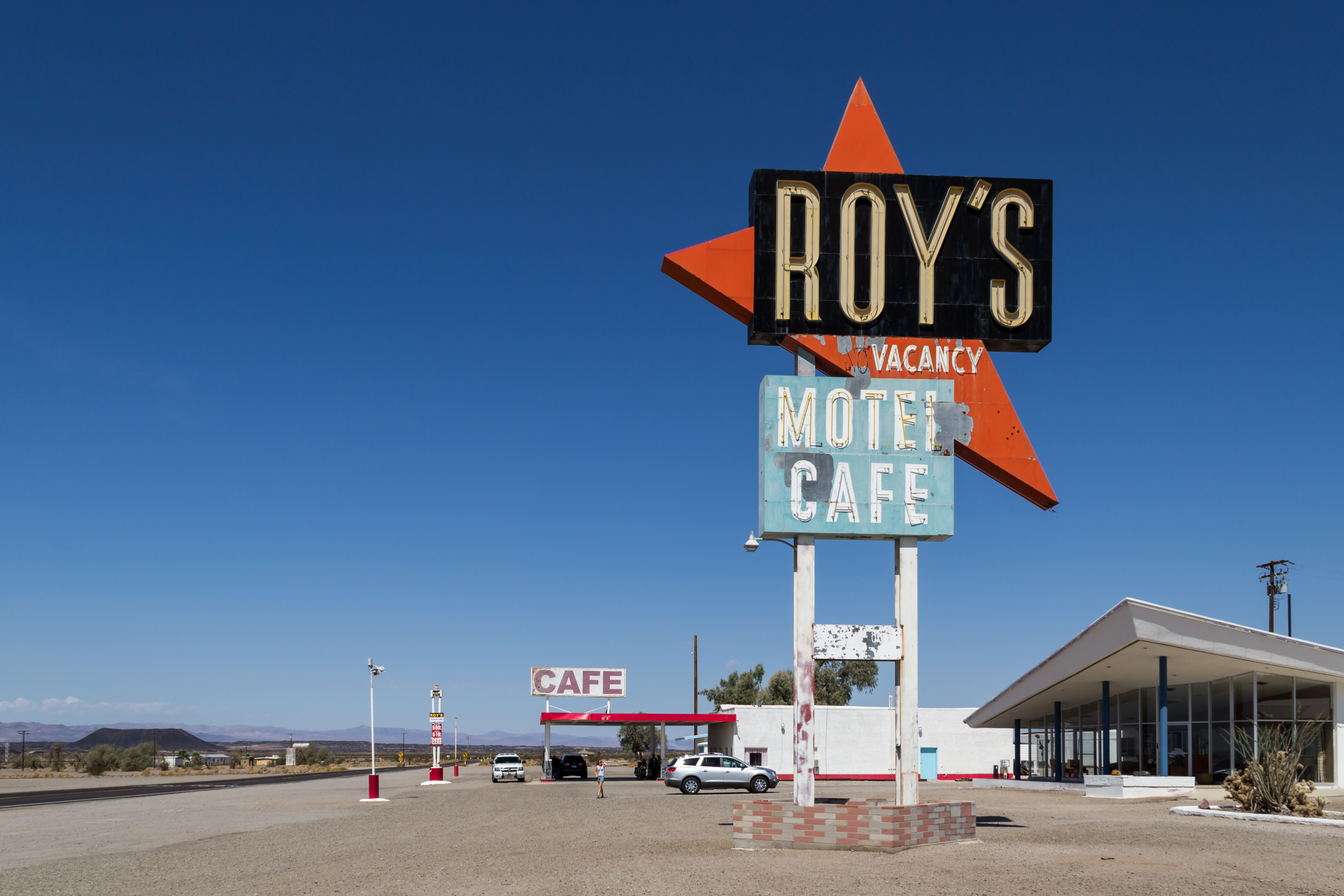
Roy's Motel and Café

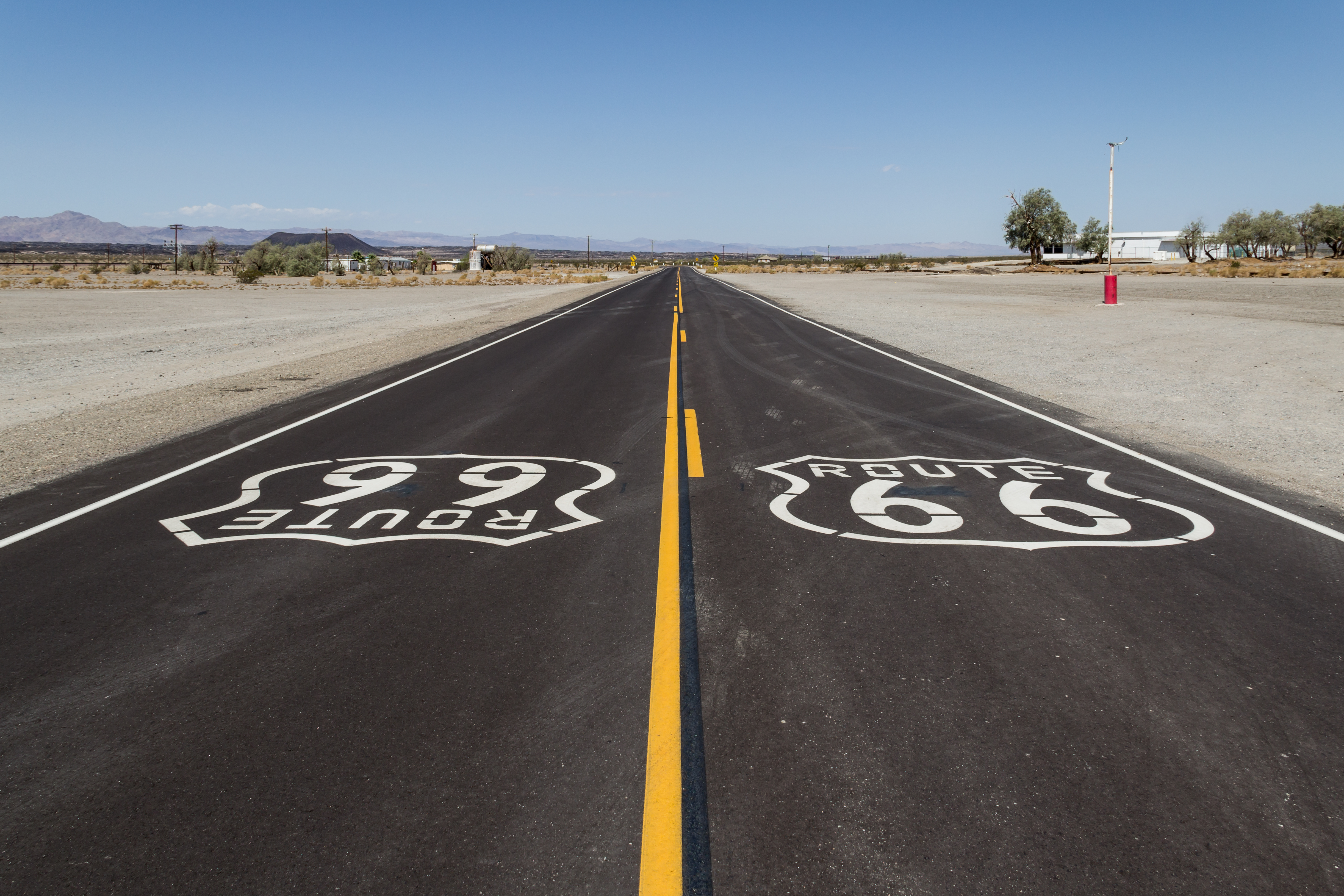
De Route 66 in Amboy

Hoewel de eerste bewoners zich in 1858 in Amboy vestigden, werd de plaats pas in 1883 gesticht. Lewis Kingman, een verkeerskundige van de Atlantic and Pacific Railroad, ontwikkelde de plaats als de eerste van een alfabetische reeks treinstations aan een spoorlijn door de Mojavewoestijn.
In 1926 maakte Amboy een sterke groei door, nadat de U.S. Route 66 was aangelegd, en in 1938 werd Roy's Motel and Café geopend, dit gebeurde later dan bedoeld als gevolg van de geïsoleerde ligging. Tegen 1940 was het inwoneraantal gestegen naar 65, en deze groei kwam niet alleen door de toeristen, maar ook door de Santa Fe Railroad waarover tegenwoordig nog steeds goederentreinen rijden tussen Kingman in Arizona en Barstow.
Tijdens de Grote Depressie en de Tweede Wereldoorlog zakte het toerisme nationaal in, maar de overgebleven reizigers, die een slaapplaats, voedsel en benzine nodig hadden, hielden de plaats draaiende. Dit duurde tot de opening van de Interstate 40 in 1973, deze weg loopt namelijk ten noorden van Amboy en gaat eraan voorbij.

## Geografie

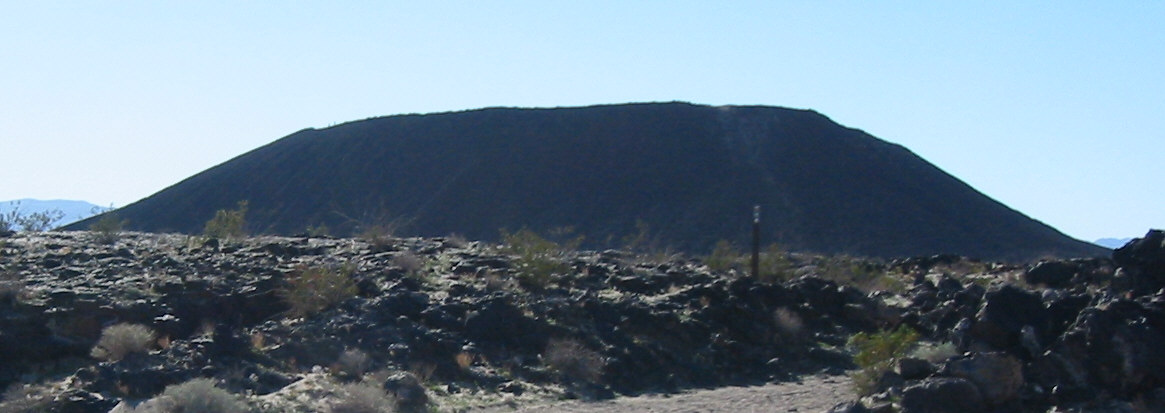
Amboy Crater nabij de plaats

Amboy is gelegen zo'n 100 kilometer noordoostelijk van Twentynine Palms. Ten noorden van de plaats liggen op geruime afstand de Old Dad Mountains, de Granite Mountains, de Providence Mountains en het Mojave National Preserve. In het noordwesten liggen de Lava Hills en in het noordoosten de Marble Mountains. Net ten westen bevindt zich Amboy Crater, een dode vulkaan. Verder zuidwaarts bevinden zich de Bullion Mountains en Bristol Lake. Andere spookplaatsen in de omgeving zijn Chambless, Cadiz en Saltus in het oosten en Bagdad en Siberia in het westen.

## In populaire cultuur
Een deel van de film The Hitcher uit 1986 met onder andere Rutger Hauer werd in Amboy gefilmd en Roy's werd gebruikt voor een reclamespotje van het telecommunicatiebedrijf Qwest in 1999. Andere films die de plaats als filmlocatie gebruikte zijn Live Evil en Beneath The Dark. Ook verschillende muziekvideo's zijn in Amboy opgenomen.